# Samanala-Talsperre
Die Samanala-Talsperre ist nach der Mahaweli-Talsperre die zweitgrößte Talsperre in Sri Lanka. Sie liegt 160 km südöstlich der Hauptstadt Colombo und wird zur Stromerzeugung genutzt. Eine weitere Talsperre (Uda Walawe) liegt unterhalb am Fluss Walawe.

## Zusätzliche Daten
- Bauart: Steinschüttdamm mit Innendichtung aus Erdstoffen
- Mittlerer Abfluss: 17,8 m³/s
- Mittlerer jährlicher Abfluss: 598 Mio. m³/a
- gemessener Spitzenabfluss: 719 m³/s

In der Zeitschrift World Rivers Review (IV/1992) wird von einem Schadensfall beim Einstau des Dammes im Jahr 1992 berichtet. Der Damm war undicht und musste aufwendig repariert werden.